# Alexandra (Sängerin)

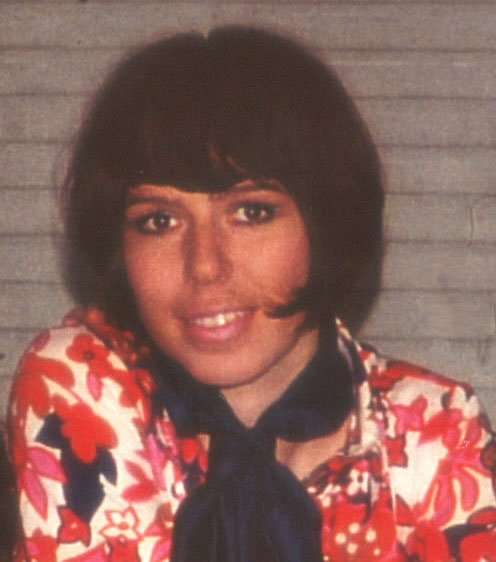
Alexandra, 1969

Alexandra (bürgerlich Doris Nefedov; * 19. Mai 1942 als Doris Wally Treitz in Heydekrug; † 31. Juli 1969 in Tellingstedt) war eine deutsche Sängerin. Bekannt wurde sie in den 1960er-Jahren mit Liedern wie Mein Freund, der Baum; Sehnsucht (Das Lied der Taiga) und Zigeunerjunge.

## Leben
Alexandra wurde 1942 als letzte von drei Töchtern der Eheleute August Treitz (1899–1969) und Wally Margarete Swetosch (1912–1969) in Heydekrug im Memelland geboren. Ihre Familie kam im Zweiten Weltkrieg nach der Evakuierung des Gebiets rechts der Memel im Jahr 1944 und anschließender Flucht vor der Roten Armee zunächst nach Sachsen und dann nach Kiel.

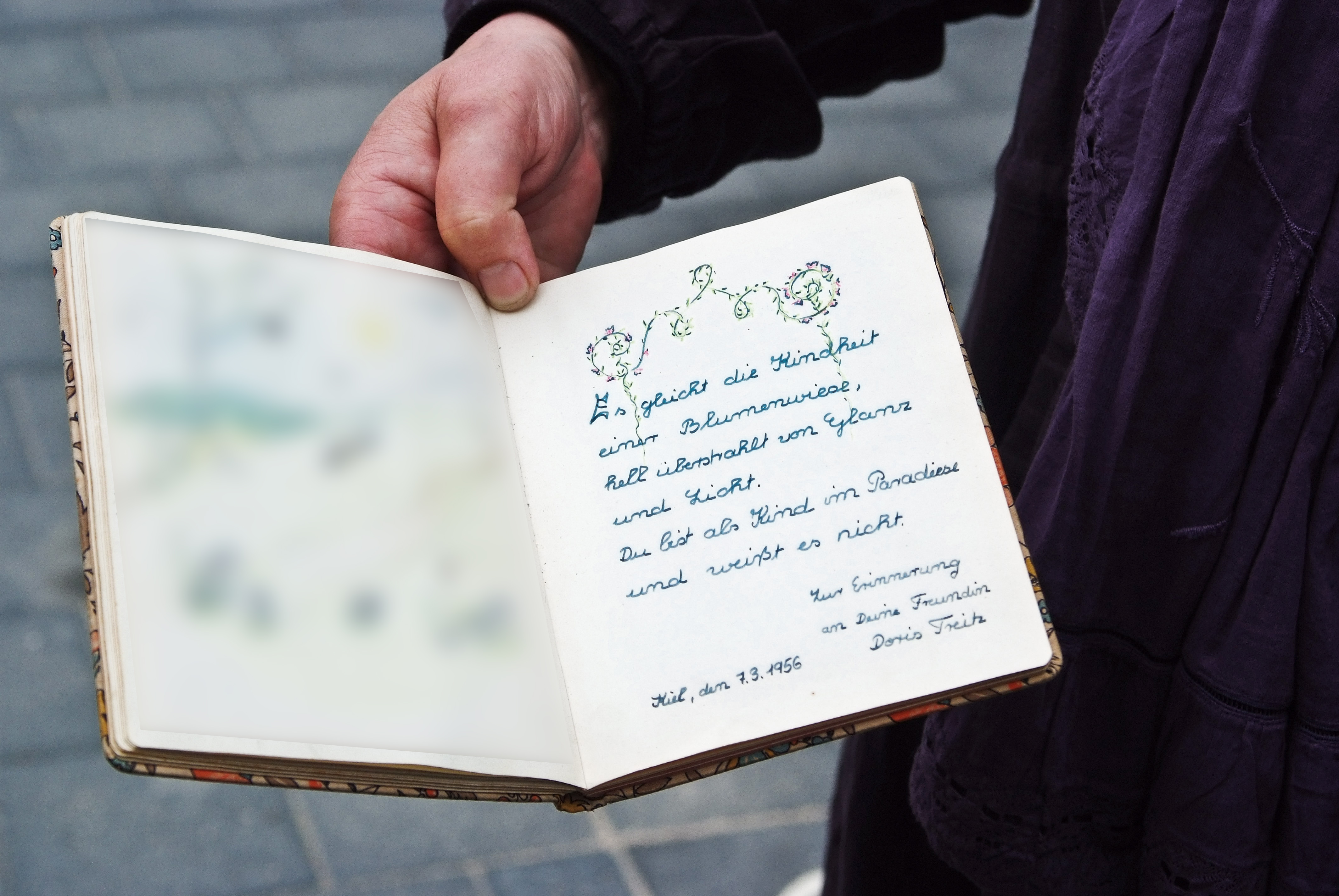
Eintrag von Doris Treitz in das Poesiealbum einer Mitschülerin am 7. März 1956

Dort besuchte sie die Volksschule und danach die Ricarda-Huch-Schule, damals ein Mädchengymnasium. Bereits mit zehn Jahren spielte sie Klavier, sang, tanzte und malte. Vom ersten selbst verdienten Geld, das sie durch den Verkauf von Zeichnungen erhielt, kaufte sie sich eine Gitarre. Früh brachte sich Doris Treitz das Gitarrenspiel bei, erhielt Klavierunterricht und begann, eigene Lieder und Gedichte zu schreiben.
Mit siebzehn Jahren wollte sie als Modedesignerin arbeiten, brach die Schule ab und begann ein Grafikstudium an der Muthesius-Werkkunstschule. In dieser Zeit hatte sie mehrere Gelegenheitsjobs, unter anderem als Sekretärin, Stenotypistin und Zimmermädchen. 1961 zog sie zusammen mit ihrer geschiedenen Mutter und ihrer Schwester nach Hamburg-Rothenburgsort und besuchte die Meisterschule für Mode. Nebenbei sang sie in Bars und Kneipen slawische Lieder, aber auch eigene Kompositionen. 1962 nahm sie an der Miss-Germany-Wahl teil und belegte den neunten Platz. Im selben Jahr heiratete sie den 30 Jahre älteren russischen Emigranten Nikolai Nefedov (1912–1989), der als Untermieter bei ihrer Familie lebte. Anschließend wollte sie mit Nefedov in die USA auswandern. Am 26. Juni 1963 brachte sie ihren Sohn Alexander zur Welt. Die Ehe scheiterte; Alexandra und ihr Sohn blieben in Deutschland.
Danach versuchte sie, ihr Studium abzuschließen, und arbeitete nebenbei als Zeichnerin. Nach einem Abschluss an der Margot-Höpfner-Schauspielschule in Hamburg erhielt sie ein Engagement an einem Theater in Neumünster und nahm Gesangsunterricht. Kurzzeitig sang sie 1965 bei den City Preachers. Bald darauf wurde der Schallplattenproduzent Fred Weyrich auf die tiefe Stimme, das Talent und die Vielsprachigkeit der Sängerin aufmerksam. Er vermittelte ihr einen Fünfjahresvertrag bei einer Plattenfirma. Unter dem Management von Hans R. Beierlein wurde sie unter dem Künstlernamen Alexandra zum Star aufgebaut. Den Künstlernamen hatte sich Fred Weyrich ausgedacht - er nimmt Bezug auf Alexandras Sohn Alexander. Mit ihren melancholischen Liedern und ihrem Aussehen passte sie gut in ein Format, das bisher noch nicht von der deutschen Schlagerbranche vermarktet wurde: Russland. Mit dem Orchester Hazy Osterwald folgte 1967 eine Tournee durch die Sowjetunion.

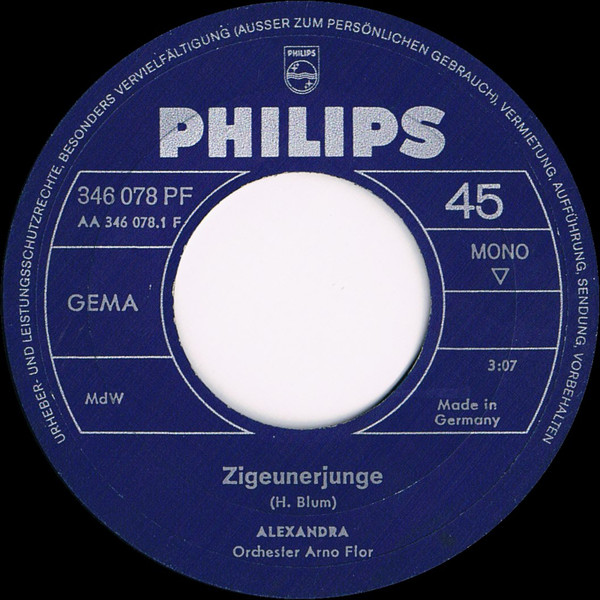
Label zu Zigeunerjunge

Im Alter von 25 Jahren kam der Durchbruch: Sie konnte ihre ersten Erfolge Zigeunerjunge und Sehnsucht (Das Lied der Taiga) in den Hitparaden verbuchen. Doch die auf ihr Image maßgeschneiderten Lieder stellten sie nicht zufrieden; sie wollte mehr als nur slawisch-folkloristisch orientierte Schlager singen. Alexandra fand Kontakt zu französischsprachigen Chansonniers wie Salvatore Adamo, Gilbert Bécaud und Yves Montand. Doch es gab mehrfach Auseinandersetzungen mit Komponisten, Textern und Produzenten, da sie immer mehr darauf bestand, auch ihre eigenen Texte und Lieder herauszubringen. Das Lied Mein Freund, der Baum komponierte und textete sie selbst.
Mit Udo Jürgens gab es eine Freundschaft und Zusammenarbeit; es entstand das Lied Illusionen, zu dem er die Musik und sie den Text schrieb. Bei einem Festival in Brasilien lernte sie den Musiker und Sänger Antônio Carlos Jobim (u. a. The Girl from Ipanema) kennen. Der Fotograf, Kameramann und Regisseur Truck Branss verfilmte die Reisen für die ARD-Show Alexandra: Ein Portrait in Musik (1969).
Im Herbst 1968 verließ Alexandra Hamburg und zog mit ihrer Mutter und ihrem Sohn nach München-Gern in eine Drei-Zimmer-Wohnung. Anfang 1969 starb ihr Vater. Im Februar erhielt sie die Goldene Europa als Nachwuchsinterpretin. Sie hatte in Paris Präsentationen mit Romy Schneider und sang wieder gemeinsam mit Adamo. Im März hielt sie sich in Amsterdam auf. Hier lernte sie den Franko-Amerikaner Pierre Lafaire kennen und verlobte sich mit ihm. Diese Verbindung verlief nicht glücklich, und sie trennten sich bald darauf.

## Tod

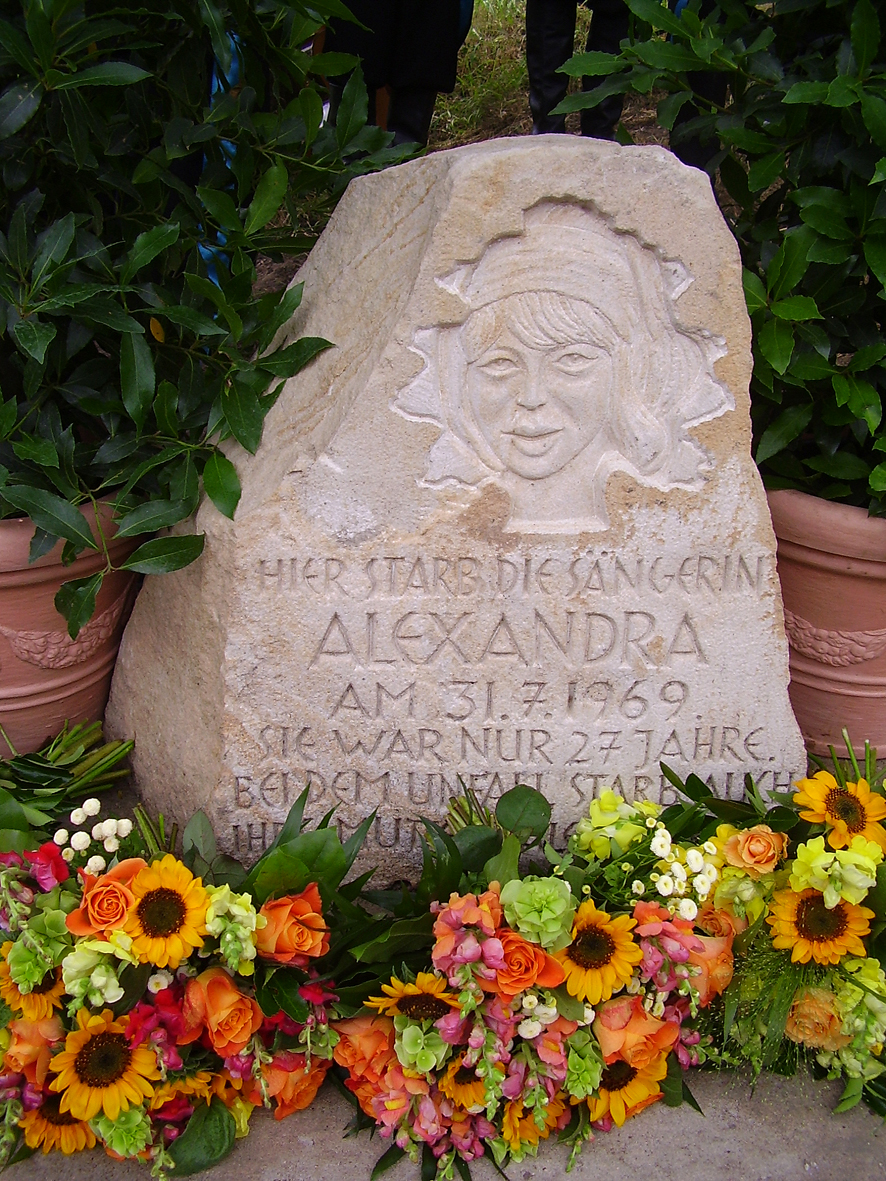
Gedenkstein an der Unfallstelle in Tellingstedt

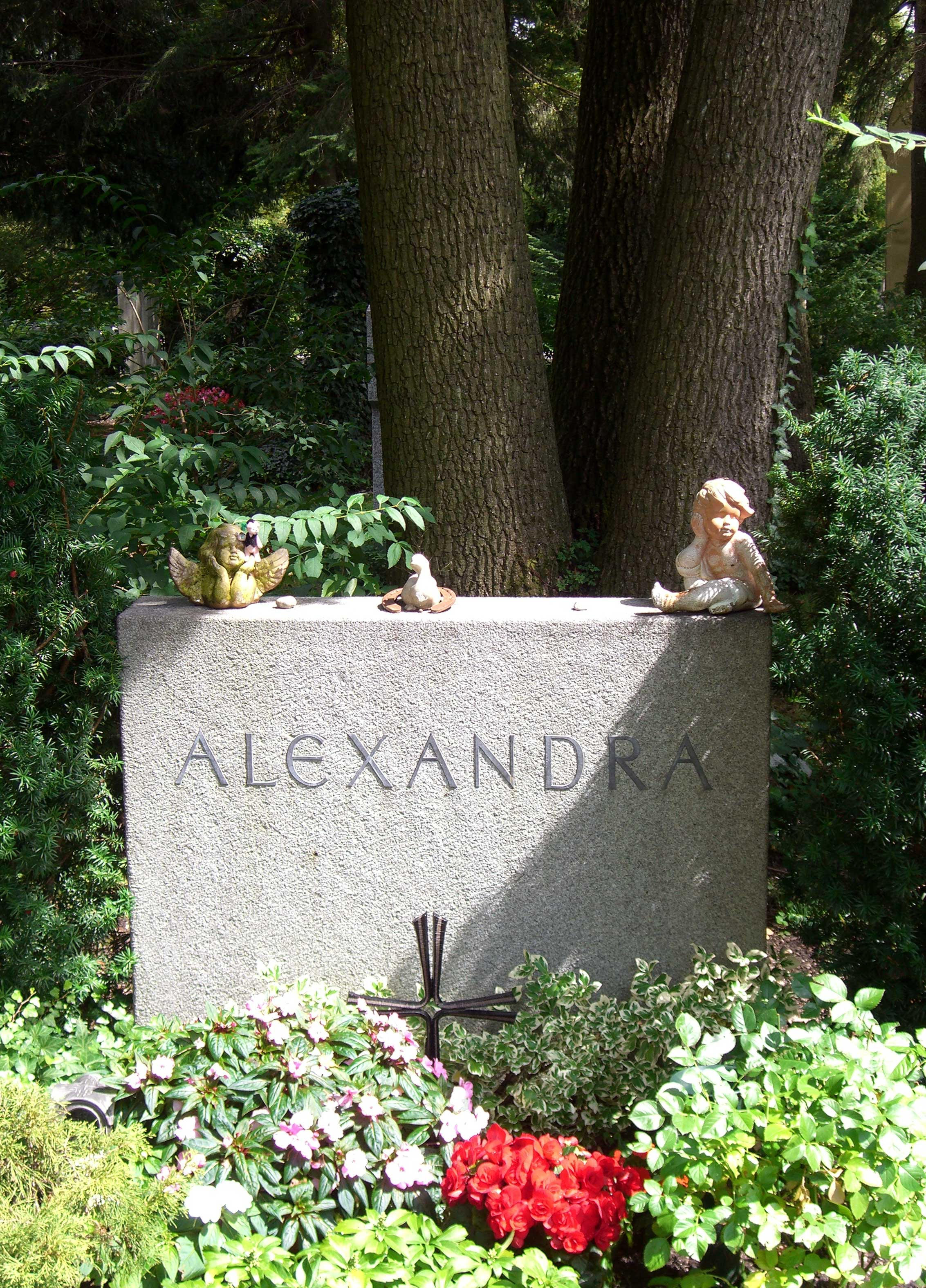
Grabstätte auf dem Münchner Westfriedhof

Am 31. Juli 1969 fuhr Alexandra mit ihrem sechsjährigen Sohn und ihrer Mutter mit ihrem Mercedes-Benz 220 S Coupé von Hamburg Richtung Sylt in den Urlaub. Sie erreichte in Tellingstedt auf der Landstraße 149 die Kreuzung mit der Bundesstraße 203, die sie überqueren wollte. Dabei fuhr ein vorfahrtsberechtigter Lastwagen in die rechte Seite ihres Wagens und schob ihn mehr als 20 Meter weit in den Straßengraben. Ihr Fahrzeug wurde schwer beschädigt.
Alexandra starb noch am Unfallort, ihre Mutter wenig später im Krankenhaus. Der auf der Rückbank schlafende Sohn wurde leicht verletzt. Alexandra wurde unter ihrem Künstlernamen auf dem Westfriedhof, Feld 101, in München beigesetzt. Sie wurde nur 27 Jahre alt.
Die Unfallkreuzung in Tellingstedt existiert heute nicht mehr. Sie wurde baulich aufgehoben, und die Straße wird seitdem etwa 80 Meter westsüdwestlich des am Rand eines Wohngebiets aufgestellten Gedenksteins mittels einer Brücke über die B 203 geführt.

## Nachwirkungen

### Filme
Der Berliner Regisseur und Dramaturg Marc Boettcher veröffentlichte 1999 eine Biografie über Alexandra, in der er auch der Todesfrage nachging. Im selben Jahr wurde sein Dokumentarfilm Alexandra – die Legende einer Sängerin ausgestrahlt. 2004 trat er mit neuen Rechercheergebnissen und der Ankündigung, das Todesermittlungsverfahren neu aufzurollen, an die Öffentlichkeit. Boettcher habe aus den Stasiunterlagen der Birthler-Behörde erfahren, dass Pierre Lafaire, der letzte Verlobte Alexandras, als US-amerikanischer Geheimagent tätig und trotz der Verlobung mit Alexandra bereits in Dänemark verheiratet gewesen sein soll.

### Stücke über Alexandra
Im Juli 2011 hatte im Deutschen Schauspielhaus in Hamburg die Revue Zigeunerjunge Premiere. In das Stück sind viele deutsche Schlager wie Alexandras namengebendes Lied eingearbeitet. Das Musical Kiel Alexandraplatz von Peter Schanz sollte am 26. November 2011 am Theater Kiel uraufgeführt werden, wurde aber aus dem Spielplan genommen und auf unbestimmt verschoben.  Am 15. Oktober 2011 fand die Premiere des Theaterstücks Alexandra von Michael Kunze im Berliner Schlosspark Theater statt. Die Hauptrolle spielte Jasmin Wagner, die auch die CD Jasmin Wagner singt Alexandra im Juli 2012 veröffentlichte, auf der sie Lieder der Sängerin neu interpretierte. In den Spielzeiten 2015 und 2016 wurde am Landestheater Eisenach ein Chanson-Schauspiel von Lars Wernecke mit dem Titel Illusionen – Alexandras Leben mit Jannike Schubert als Alexandra und Franz Fischer am Klavier aufgeführt.

### Gedenken
2003 wurde der Verein Alexandra-Freunde e. V. mit dem Ziel gegründet, ihr musikalisches Erbe zu bewahren. Neben der Grabpflege werden Veranstaltungen mit Livedarbietungen von Alexandra-Liedern durch Vereinssängerinnen durchgeführt. Unterstützt wird der Verein von Alexandras Sohn Alexander (Sascha) Nefedov-Skovitan und Verwandten der Sängerin. Alexandras Sohn war bis 2008 Leiter des Ural-Kosakenchores.

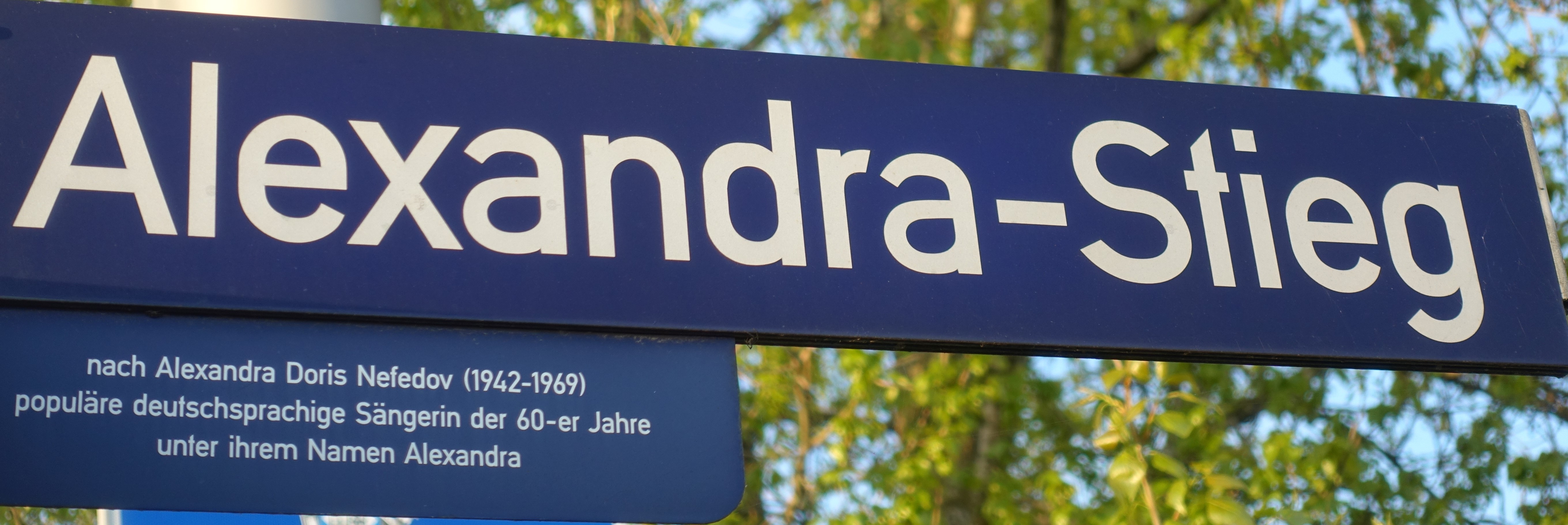
Alexandra-Stieg, Hamburg-Rothenburgsort

2006 wurde im Hamburger Stadtteil Hamburg-Rothenburgsort, wo die Sängerin von 1961 bis 1969 gewohnt hatte, ein Weg nach ihr (Alexandra-Stieg) benannt. Im Eingangsbereich des Wohnhauses am Rothenburgsorter Marktplatz 5 wurde 2016 eine Gedenktafel enthüllt, die an die Sängerin erinnert.

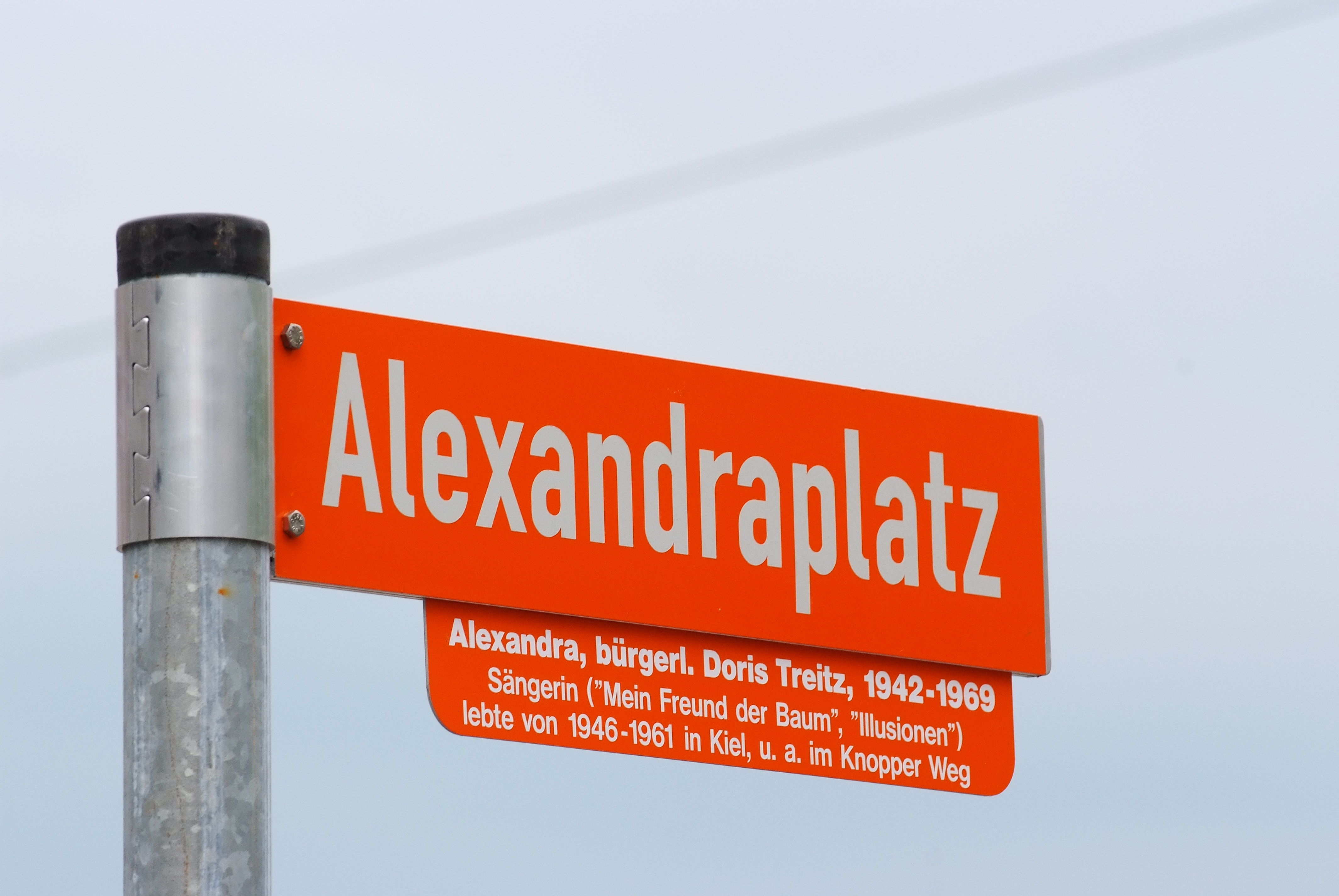
Alexandraplatz, Kiel-Ravensberg

2009 erhielt in der Nähe ihrer früheren Wohnung in Kiel das Areal zwischen Knooper Weg, Franckestraße und Olshausenstraße den Namen Alexandraplatz. 2011 wurde in ihrem Geburtsort an einem Gebäude des Kindergartens Pusele, wo das Wohnhaus von Alexandras Familie stand, eine Bronzetafel mit Foto enthüllt.
2010 wurde in den Universal-Bandarchiven das Lied Maskenball entdeckt, das ursprünglich als zweite Single vorgesehen war. Hans Blum, der das Lied geschrieben hatte, veröffentlichte es in einer remasterten Fassung.

## Sonstiges
Alexandra verbrachte häufig Urlaubstage in Bad Sachsa, hier wurde sie durch den Kunstmaler und Graphiker Wilhelm Bobring zum Lied Mein Freund, der Baum inspiriert. Bobring war bekannt als „der Baum-Maler aus dem Harz“. Auf dem Gelände des Harzfalkenhofs sind in den 1960er Jahren einige Coverfotos mit der Sängerin entstanden. Im Mai 2006 wurde ihr zu Ehren ein Trompetenbaum unterhalb des Schmelzteich-Dammes in der Nähe eines Mammutbaumes durch die Alexandra-Freunde e. V. in Verbindung mit der Stadt Bad Sachsa gepflanzt. Anlässlich des 20-jährigen Vereinsjubiläums der Alexandra-Freunde kam am 19. Mai 2023 im Vitalpark Bad Sachsa noch ein weiterer Gedenkbaum hinzu, eine Scheinakazie.

## Diskografie
Studioalben

| Jahr | Titel                                          | Höchstplatzierung, Gesamtwochen, AuszeichnungChartsChartplatzierungen (Jahr, Titel, Platzierungen, Wochen, Auszeichnungen, Anmerkungen) | Anmerkungen                                               |
| Jahr | Titel                                          | DE | Anmerkungen                                               |
| ---- | ---------------------------------------------- | --- | --------------------------------------------------------- |
| 1967 | Premiere mit Alexandra                         | DE20 (12 Wo.)DE | Erstveröffentlichung: 6. Juni 1967                        |
| 1968 | Alexandra auch bekannt als: Träume…Illusionen… | DE19 (20 Wo.)DE | Erstveröffentlichung: 5. Dezember 1968 Verkäufe: + 12.000 |

## Fernsehauftritte
- 1967: Monsieur 100.000 Volt
- 1967: Meine Melodie
- 1967: Aktuelle Schaubude
- 1968: Wir machen Musik
- 1968: Der goldene Notenschlüssel
- 1968: Die Drehscheibe
- 1968: Au risque de vous plaire
- 1968: Meine Melodie
- 1968: Hotel Victoria
- 1968: Gut gefragt ist halb gewonnen
- 1968: Zum Blauen Bock
- 1968: Auf den Flügeln bunter Träume
- 1968: Was bin ich?
- 1968: Pauls Party
- 1968: Rückshow 1968
- 1969: Berlin-Geflüster
- 1969: Musik aus Studio B
- 1969: Paris aktuell
- 1969: ZDF-Hitparade
- 1969: Alexandra – Portrait in Musik (Special)
- 1969: Aktuelle Schaubude
- 1969: Ein Hoch der Liebe
- 1969: Friedrich Ebert – Geburt einer Republik (Cameo-Auftritt)

## Auszeichnungen
- 1968: Goldene Europa[20]
- 1968: Goldener Notenschlüssel[20]